# Castell de Krustpils
El Castell de Krustpils (en letó: Krustpils pils; en polonés: Krzyżbork) era un castell medieval situat a la població de Jēkabpils a la riba dreta del riu Daugava, al segle xiii va ser l'únic castell present en la regió històrica de Latgàlia de propietat de l'Arxidiòcesi de Riga a l'est de Letònia.

## Història
La primera referència escrita de Krustpils data de l'any 1237, quan es dona la notícia que l'arquebisbe de Riga va fer construir un castell anomenat Kreutz. El castell estava situat en un lloc estratègic a l'encreuament de la carretera cap a Riga - Daugavpils - Polotsk i al costat del riu Daugava, això va constituir una causa freqüent d'enfrontament entre l'Arquebisbat i l'Orde Livonià. El 1359, l'orde de Livònia es va apoderar de set castells pertanyents a l'Arxidiòcesi de Riga, estant el de Krustpils entre ells. Durant la guerra de Livònia el 1559 el castell va ser arrasat.
Quan es va dissoldre l'estat de Livònia, la ciutat de Krustpils va passar a ser propietat de la Confederació de Polònia i Lituània 1561-1772, mentre que la de Jēkabpils va formar part del Ducat de Curlàndia i Zemgale. El 1585, Esteve Bathory I de Polònia va concedir una àmplia zona que incloïa Krustpils el General Nikolai von Korff, la família del qual va ser propietària del castell fins que el 1920 les reformes agràries letones van entrar en vigor. Com a castell Krustpils es va convertir en residència dels propietaris i va anar perdent el seu caràcter medieval.
Durant la Segona Guerra Mundial va servir com a infermeria de l'exèrcit alemany i després d'agost de 1944 es va instal·lar l'hospital militar de l'Exèrcit Roig. El 1962 la població de Krustpils finalment va ser incorporada a la ciutat de Jēkabpils. Durant 50 anys l'edifici va estar sense cap servei i es trobava a prop de ser considerat en ruïna, fins al 1991 que es va començar a realitzar una completa restauració.